# Halovo
Halovo (izvirno srbsko Халово) je naselje v Srbiji, ki upravno spada pod Mesto Zaječar; slednja pa je del Zaječarskega upravnega okraja.

## Demografija
V naselju, katerega izvirno (srbsko-cirilično) ime je Халово, živi 724 polnoletnih prebivalcev, pri čemer je njihova povprečna starost 47,9 let (45,3 pri moških in 50,6 pri ženskah). Naselje ima 241 gospodinjstev, pri čemer je povprečno število članov na gospodinjstvo 3,55.
To naselje je, glede na rezultate popisa iz leta 2002, večinoma srbsko.
|  |

| Demografija | Demografija     | Demografija     |
| Leto        | Št. prebivalcev | Št. prebivalcev |
| ----------- | --------------- | --------------- |
|             |                 |                 |
|             |                 |                 |
|             |                 |                 |
|             |                 |                 |
| 1948        | 1634            |                 |
| 1953        | 1554            |                 |
| 1961        | 1545            |                 |
| 1971        | 1454            |                 |
| 1981        | 1331            |                 |
| 1991        | 1141            | 1063            |
| 2002        | 981             | 856             |
|             |                 |                 |

| Etnična sestava po popisu iz leta 2002 | Etnična sestava po popisu iz leta 2002 | Etnična sestava po popisu iz leta 2002 | Etnična sestava po popisu iz leta 2002 | Etnična sestava po popisu iz leta 2002 |
| -------------------------------------- | -------------------------------------- | -------------------------------------- | -------------------------------------- | -------------------------------------- |
| Srbi                                   | Srbi                                   |                                        | 591                                    | 69,04%                                 |
| Vlahi                                  | Vlahi                                  |                                        | 169                                    | 19,74%                                 |
| Romuni                                 | Romuni                                 |                                        | 73                                     | 8,52%                                  |
| Jugoslovani                            | Jugoslovani                            |                                        | 8                                      | 0,93%                                  |
| Neznano                                | Neznano                                |                                        | 6                                      | 0,70%                                  |